# ديفيد فرنسيسكو
ديفيد فرنسيسكو (بالإنجليزية: David Francisco)‏ هو مستكشف أسترالي، ولد في 22 فبراير 1841 في أستراليا الغربية في أستراليا، وتوفي في 29 أبريل 1888.